# Parafia św. Faustyny Kowalskiej w Dobrym Mieście
Parafia Świętej Faustyny Kowalskiej w Dobrym Mieście – rzymskokatolicka parafia z siedzibą w Dobrym Mieście, należącym do archidiecezji warmińskiej i dekanatu Dobre Miasto. Została utworzona 1 października 2003. Kościół parafialny w budowie. Mieści się przy ulicy Garnizonowej.

## Zasięg parafii
Do parafii należą wierni z Dobrego Miasta będący mieszkańcami osiedli: Przysiółek Górny i Przysiółek Dolny.